# Tofsalka
Tofsalka (Aethia cristatella) är en vadarfågel i familjen alkor. Den förekommer i norra Stilla havet och Berings hav. Fågeln är känd för sin färgglada fjäderdräkt och unika citronliknande doft. Arten minskar i antal, men beståndet anses ändå livskraftigt.

## Kännetecken

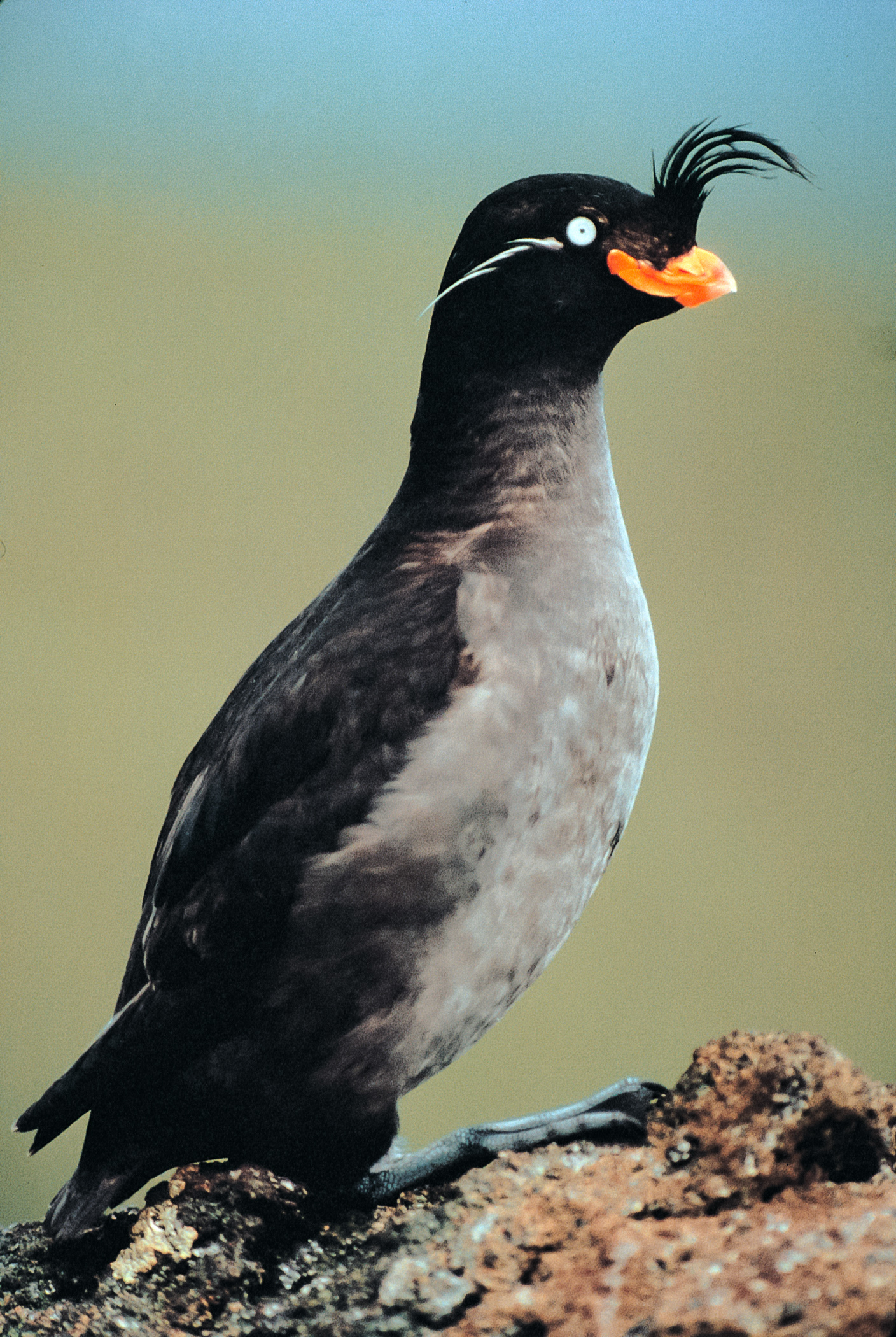

Tofsalkan är en liten till medelstor alka med en kroppslängd på 18-27 centimeter. Kropp, vingar och stjärt är huvudsakligen svartaktiga, medan ben och fötter är grå. I ansiktet är den desto mera färgglad, med rödorange gulspetsad näbb, gulvit iris och vita plymer från ögonen bakåt mot öronen.
Under häckningen har den en tydlig svart framåtriktad tofs i pannan, bestående av mellan två och 23 fjädrar, i genomsnitt tolv. I näbbens mungipa har den även orangefärgade plattor som gör att det ser ut som om fågeln ler. Dessutom avger den under häckningstid en citronliknande doft. Utanför häckningstid är näbbarna mindre och mer mättat gula, medan både munplattan och tofsen är tillbakabildad.
I häckningskolonierna hörs olika sorters låga, hoande och skällande läten. Vintertid är den generellt tystlåten.

## Levnadssätt
Arten häckar  från mitten av maj till mitten av augusti  i enormt individrika kolonier med upp till en miljon individer, ofta tillsammans med dvärgalka, i lavafält, på havsklippor och sluttningar. Bona ligger väldigt tätt, ibland endast tre decimeter från varandra. Trots detta är arten mycket territoriell.  Båda könen engagerar sig i att både ruva och ta hand om sin enda unge. 

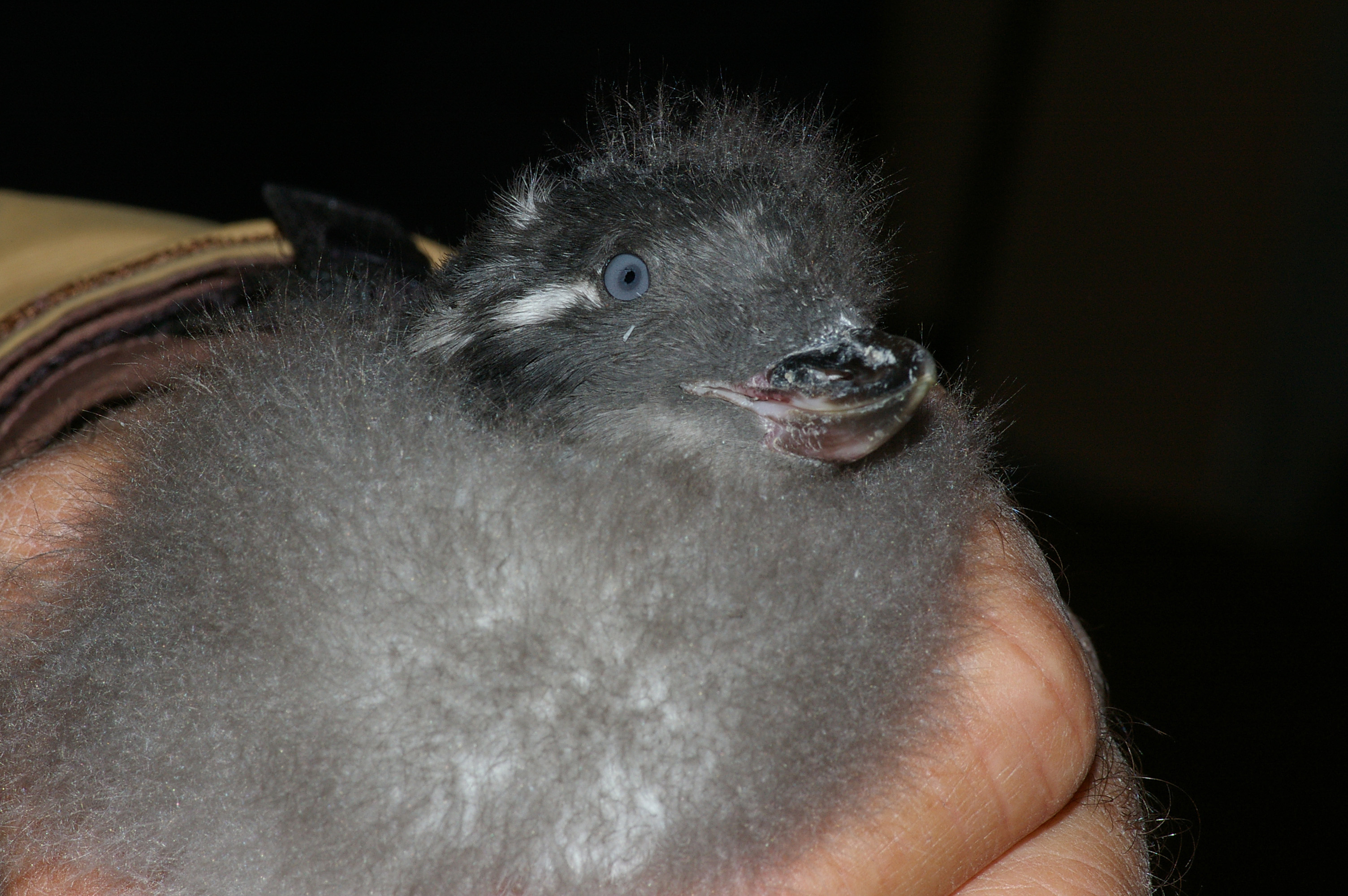
Unge tofsalka.

### Föda
Tofsalkan födosöker oftast på djupt vatten, ibland närmare land, men alltid i stora flockar. Den lever huvudsakligen av krill, men även hoppkräftor, snäckor av släktet Limacina, märlkräftor och fisklarver, som den fångar genom att dyka.

## Utbredning och systematik
Fågeln häckar i västra Alaska och östra Sibirien, och flyger på vintrarna söderut till Japan. Vid ett tillfälle har tofsalkan observerats i Europa när en individ sågs och sköts 12 augusti 1912 utanför Langanesta på Island. Den behandlas som monotypisk, det vill säga att den inte delas in i några underarter.

## Status och hot
Arten har ett stort utbredningsområde och en stor population, men tros minska i antal till följd av predation av invasiva arter, störningar från människan samt miljöförstöring. Den minskar dock inte tillräckligt kraftigt för att den ska betraktas som hotad. Internationella naturvårdsunionen IUCN kategoriserar därför arten som livskraftig (LC). Världspopulationen uppskattades 1996 till fler än 8,2 miljoner individer.

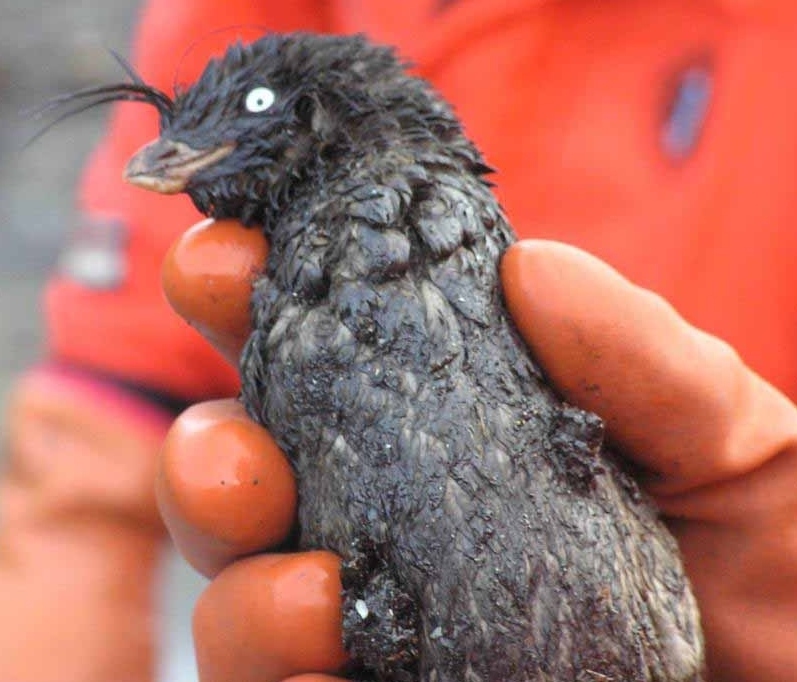
Oljeskadad tofsalka efter oljeutsläppet från MV Selendang Ayu.

## Namn
På svenska har arten även kallats större tofsalka. Det vetenskapliga artnamnet cristatella' är diminutiv av latinets cristatus som betyder "försedd med tofs", alltså "den lilla med tofs".